# آمینیا (همسر حورمحب)
آمینیا (انگلیسی: Amenia) یک بانوی نجیب‌زاده و اشرافی مصر باستان در دوران حکمرانی دودمان هجدهم مصر بود. وی همسر اول حورمحب، آخرین حاکم سلسله هجدهم مصر بود.
اطلاعات بسیار کمی در مورد او وجود دارد و به نظر می‌رسد که او در دوران سلطنت آیی یا اوایل سلطنت توت‌عنخ‌آمون، قبل از اینکه حورمحب به عنوان فرعون حکومت کند، درگذشته است.

## تدفین
آمینیا در مقبره منف حورمحب در اتاق بالایی در شکافه چهارم، در کنار همسر دومش موت‌نجمت به خاک سپرده شد.
آمینیا هم در کتیبه‌ها و هم در مجسمه‌ها در مقبره به تصویر کشیده شده است. او احتمالاً در صحنه‌ای در حیاط بزرگ مقبره و در صحنه‌ای در ورودی کلیسای اصلی به تصویر کشیده شده است. او در مجسمه‌هایی به همراه حورمحب که در دو تا از کلیساهای مقبره یافت شده‌اند، نشان داده شده است. ستون‌های حیاط دوم نام او را آمینیا نشان می‌دهند و او را به عنوان یکی از زنان مقدس آمون معرفی می‌کنند.